# Sagenista
A Sagenista a sárgásmoszatok (Stramenopila) Labyrinthulea (= Labyrinthulomycetes) és Pseudophyllomitidae csoportokból álló kládja. Eredetileg a Labyrinthulea mellett a Bicosoecida csoportot tartalmazta, mely később innen kikerült, helyére az Eogyrea került, ehelyett Adl et al. a Pseudophyllomitidaet használják, azonban ekkori egyetlen nemzetsége, a Pseudophyllomitus vélhetően nem monofiletikus.

## Történet
Első nagyobb leírt csoportjai a Labyrinthulida Doflein 1901, az Amphitremida Poche 1913 emend. Gomaa et al. 2003 és a Thraustochytrida Sparrow 1943. Az 1930-as és 1940-es években európai és észak-amerikai tengerifűmezők vékonyodásos betegségét okozta, melynek következményei a kagylóipar és a halászat jelentős veszteségei voltak.
A Sagenistát 1995-ben írta le, 1997-ben a Gyrista Ochrophytinából plasztiszvesztéssel kialakult testvércsoportjának tekintette Thomas Cavalier-Smith, a Labyrinthulomycetest 2001-ben írta le Dick.
A Pseudophyllomitust 2002-ben írta le W. J. Lee, azonban Adl et al. alapján ez valószínűleg nem monofiletikus. A nemzetséget Adl et al. 2019-ben sorolta ide a Pseudophyllomitidae csoportba, ezt 2021-ben igazolták Tyihonyenkov et al.
A klád a Chromalveolata-vita része volt, mivel omega-3-zsírsavakat állít elő.
Cavalier-Smith először 2013-ban írta le az Eogyreát egy L kládként, mely a Labyrinthuleához közelebb volt, mint az Opalozoához, de 2017-ben új osztályként írta le, ekkor kétostorú fagotróf planktonikus és bentikus Bigyra-fajok csoportjaként , melyek R3 és R4 ostorgyökere elöl van, R2, szingulett és R1 ostorgyökere osztott, X mikrotubulusa nincs, elülső ostora 2 kétrészes retronémákból álló sorral rendelkezik, és mozog. Siratori et al. szintén 2017-ben írták le filogenetikai helyzete és egyedi szerkezete alapján a Pseudophyllomitidaet (az ICN alapján Pseudophyllomitaceae), mely a MAST-6 első leírt fajáról, a Pseudophyllomitus granulatusról kapta nevét.
2023-ban a Cho et al. a Pseudophyllomitidae 2 új faját és nemzetségét írták le (Mastreximonas tlaamin, Vomastramonas), és felfedeztek egy – akkor leíratlan – Pseudophyllomitus-fajt, ennek ideiglenes neve Pseudophyllomitus BSC2.

## Morfológia
Botroszómával vagy – például az Amphifilida esetén – álszájjal rendelkezik. Zoospórái 2 ostorral és egyes fajokban szemfolttal rendelkeznek. A botroszóma fal nélküli elágazó fonalakból áll. Az Amphifilida ektoplazmaelemei állábak. A Labyrinthulomycetes pikkelyei a Golgi-készülékből erednek, szerves eredetűek – fukóz- és galaktóz-szulfát-egységekből állnak, és kör, ellipszis vagy hatszög alapúak.
A Golgi-készülék ciszternái támasztják a botroszómát, és emésztőenzimekkel teli vezikulumokat biztosítanak számára.

### Botroszóma
Egyes fajai speciális sejtszervecskével, az apró fonalak hálózatából álló botroszómával (más néven szagenogenetoszóma) rendelkeznek. Ezek általában algában és tengerifűben gazdag tengeri környezetekben találhatók meg. E sejtszervecske teszi lehetővé sikló mozgásukat, így szerezve tápanyagait.

#### Példák
A Labyrinthula rendelkezik botroszómával. Tengeri környezetekben patogén – elvékonyodásos  environments. It has caused wasting disease in eelgrass, Zostera marina.

## Élőhely
Bár többnyire tengeri, ismertek édesvízi és szárazföldi fajai is.

## Életmód
Fajai általában lebontók, és képesek omega-3 zsírsavak termelésére, melyek elismert állateledel-adalékok. Egyes fajai mixotrófok. Előfordulnak azonban paraziták is, melyek például amőboid szakaszukkor állatokon, embriós növényeken vagy egysejtű algákon élnek.

## Jelentőség
Omega-3 zsírsavakat termel, melyek közül csak a dokozahexaénsav a teljes zsírsavtartalom 4–53%-át teheti ki, a nagy termelőképességű példányok termelése 14,3–20,3 g/l is lehet.

### Parazitizmus
Embriós növények – például tengerifű, rozs –, állatok és egysejtű algák parazitái is vannak a csoportban, ezek ellen mankozebbel, trifloxistrobinnal vagy piraklostrobinnal lehet védekezni.

## Genetika
Horizontális géntranszferből származó cellulázzal rendelkezik.

## Filogenetika
Két fő csoportja a Labyrinthulea és a Pseudophyllomitidae. Ez utóbbi a leíratlan csoportok mellett a Pseudophyllomitus, a Mastreximonas és a Vomastramonas nemzetségekből áll.

## Fordítás
Ez a szócikk részben vagy egészben  a   Sagenista című angol Wikipédia-szócikk ezen változatának fordításán alapul.  Az eredeti cikk szerkesztőit annak laptörténete sorolja fel. Ez a jelzés csupán a megfogalmazás eredetét és a szerzői jogokat jelzi, nem szolgál a cikkben szereplő információk forrásmegjelöléseként.